# کریشان کانت
کریشان کانت (انگلیسی: Krishan Kant؛ زاده ۲۸ فوریهٔ ۱۹۲۷ – درگذشته ۲۷ ژوئیهٔ ۲۰۰۲) سیاست‌مدار اهل هند بود.
وی دهمین معاون رئیس‌جمهور هند از ۲۱ اوت ۱۹۹۷ تا ۲۷ ژوئیه ۲۰۰۲ بود.